# 85th Street-Forest Parkway
85th Street-Forest Parkway is een station van de metro van New York aan de Jamaica Line in het stadsdeel Queens. Het station is geopend in 1917. Lijn  maakt gebruik van dit station.
 ·  ·  ·  ·  ·  ·  ·  ·  · 
Van oost naar west:
Jamaica Center-Parsons/Archer · Sutphin Boulevard-Archer Avenue-JFK Airport · 121st Street · 111th Street · 104th Street · Woodhaven Boulevard · 85th Street-Forest Parkway · 75th Street-Elderts Lane · Cypress Hills · Crescent Street · Norwood Avenue · Cleveland Street · Van Siclen Avenue · Alabama Avenue · Broadway Junction · Chauncey Street · Halsey Street · Gates Avenue · Kosciuszko Street · Myrtle Avenue · Flushing Avenue · Lorimer Street · Hewes Street · Marcy Avenue · Essex Street · Bowery · Canal Street · Chambers Street · Fulton Street · Broad Street